# Сентро-Сур
Сентро-Сур (фр. Centro-Sur; исп. и порт. Centro Sur) — одна из 7 провинций в Экваториальной Гвинее.
- Административный центр — город Эвинайонг[1].
- Площадь — 9 931 км², население — 141 986 человек (2015 год)[2].

## География
Расположена в центральной части Континентального региона Рио-Муни. Простирается с севера от границы к Камеруном на юг до границы с Габоном. На западе граничит с провинцией Литорал, на северо-востоке с провинцией Ке-Нтем, на востоке с провинцией Веле-Нзас.

## Административное деление
Провинция делится на 5 муниципалитетов:
- Эвинайонг (Evinayong)
- Ниефанг (Niefang)
- Акуренам (Akurenam)
- Бикурга (Bicurga)
- Нкими (Nkimi)